# Luttach

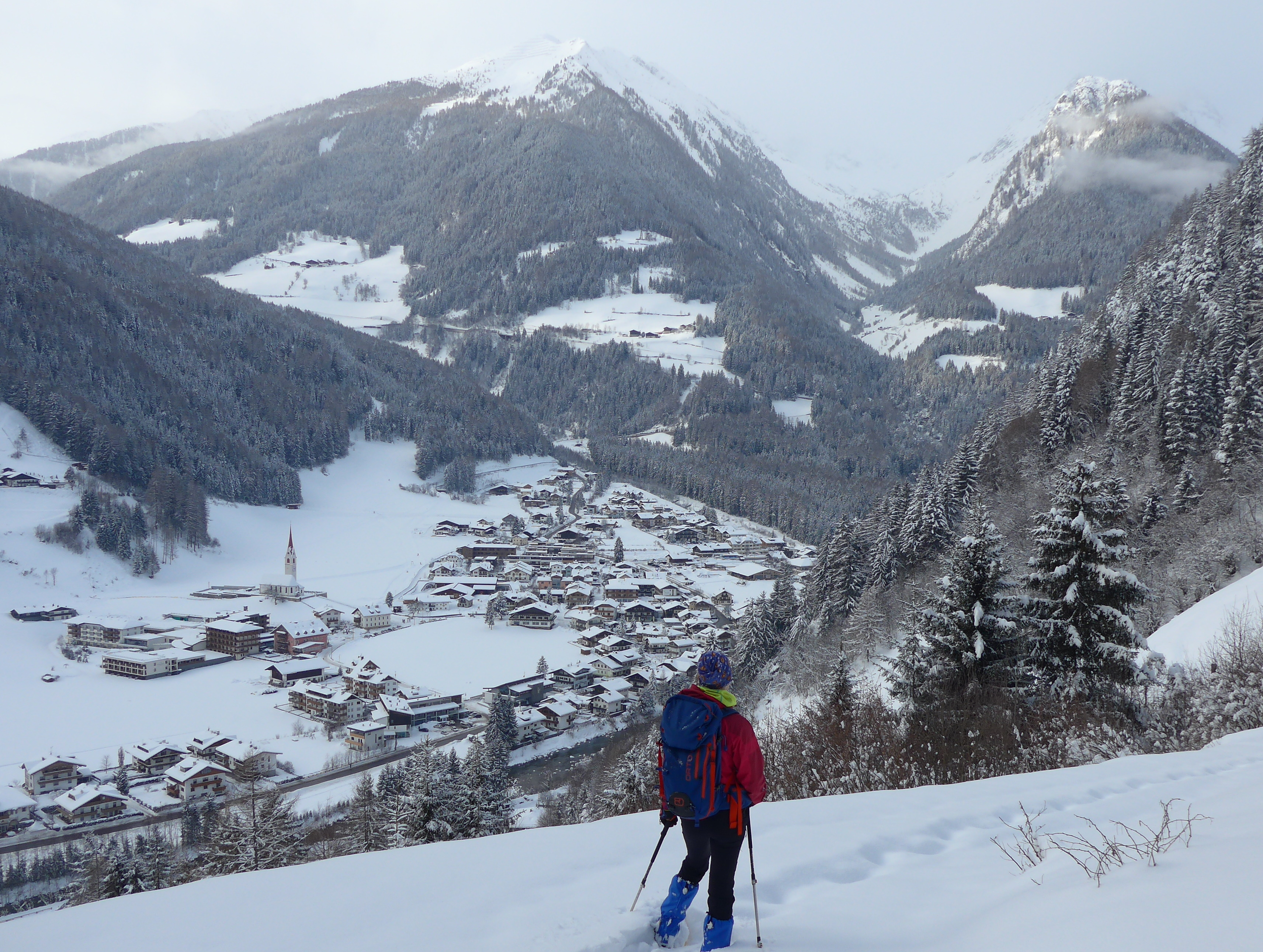
Luttach von Südosten gegen die Zillertaler Alpen

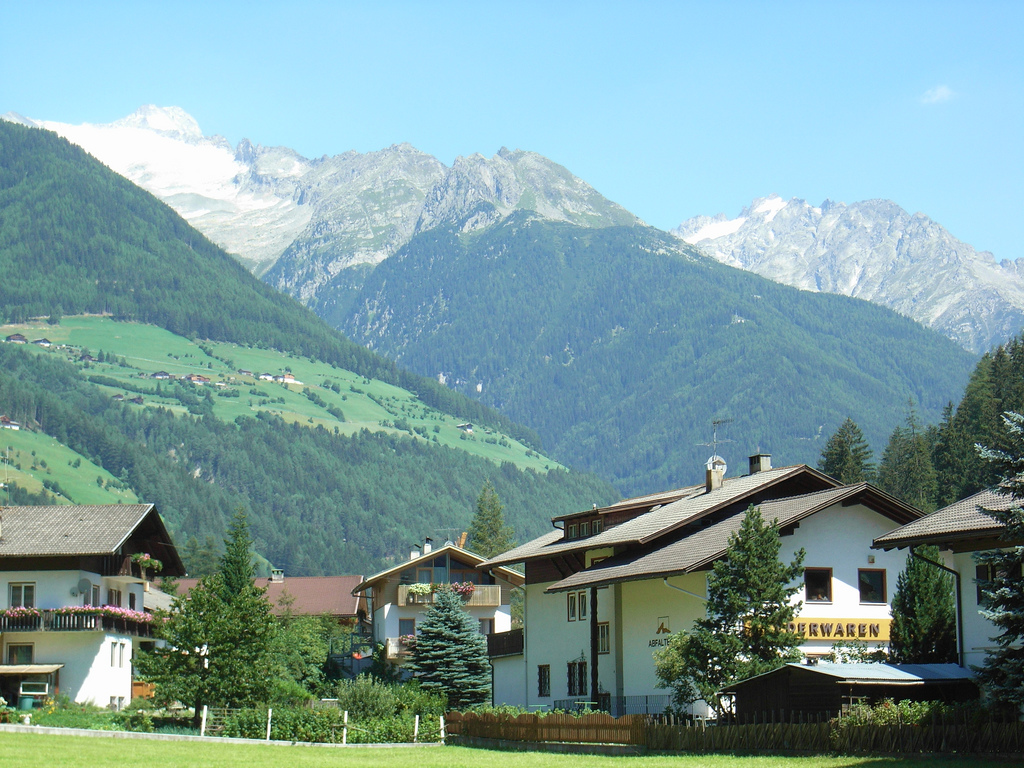
Luttach mit Großem Löffler und Keilbachspitze im Hauptkamm der Zillertaler Alpen

Luttach (im lokalen Dialekt Luchta, italienisch Lutago genannt) ist eine Fraktion der Gemeinde Ahrntal im Nordosten Südtirols (Italien). Luttach ist das zweitgrößte Dorf der Gemeinde mit 1127 Einwohnern (31. Dezember 2020). Luttach, eines der wichtigsten touristischen Zentren im Ahrntal, liegt auf einer Höhe von 956 m s.l.m. und ist der tiefstgelegene Ort im Ahrntal. Ab Luttach ändert das Ahrntal, das zunächst ab Sand in Taufers wie das Tauferer Tal in nördliche Richtung verläuft, seinen Verlauf in nordöstliche Richtung. Zudem zweigt im Ort nach Westen das Weißenbachtal ab. Der Ort wird von der SS 621 für den Kraftverkehr erschlossen und von der Ahr durchflossen. Luttach liegt südlich des Zillertaler Hauptkamms, in dem nahe dem Ort die Hornspitzen, der Schwarzenstein und der Große Löffler die markantesten Gipfel sind.

## Geschichte
Der Ortsname ist 1237 und 1257 als Luchdach und 1348 als Luttach bezeugt und hat mutmaßlich keltische Wurzeln, da er auf das Patronym „Lucotos“ zurückgehen könnte. Einer weiteren Theorie zufolge könnte der Name aus den mittelhochdeutschen Wörtern lieht („licht, hell“) und hac/hag („Umzäunung, Einfriedung“) entstanden sein, also als Bezeichnung für ein eingefriedetes Gehöft oder Siedlungsgebiet auf einer gerodeten Fläche. Kein Zusammenhang besteht hingegen mit dem Dialektwort Lochn, wie bisweilen mit Blick auf die früheren Überschwemmungen des Ortes in Vorschlag gebracht wurde.
Nach Luttach nannte sich seit dem 13. Jahrhundert eine Adelsfamilie, die als Ritter der Herren von Taufers anzusprechen sind und deren 1375 als Gesäß zu Luttach erwähnter Sitz in den ehemaligen Höfen Ober- und Unterstock zu suchen ist. Der Schwerpunkt der Luttacher verlagerte sich im 15. Jahrhundert in das Überetsch, wo sie in Eppan-Unterrain über Grundbesitz verfügten.
Luttach gehörte bis zum Ende des Ersten Weltkriegs zum Gerichtsbezirk Taufers und war Teil des Bezirks Bruneck. Der italienische Ortsname wurde erst mit der Angliederung Südtirols an Italien nach 1919 eingeführt. 1929 wurde das bis dato eigenständige Luttach in die neue Großgemeinde Ahrntal eingegliedert.

## Kirche

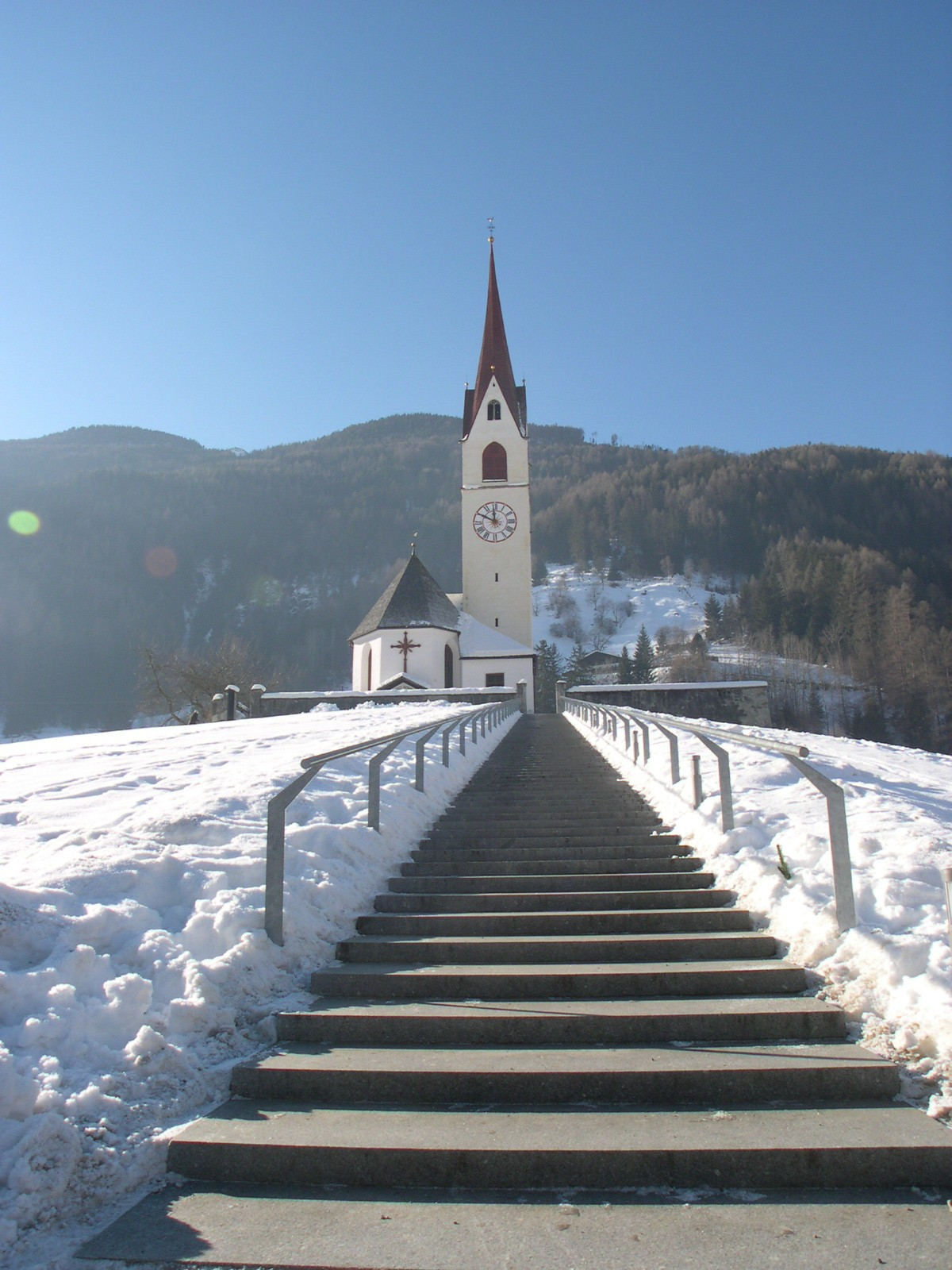
Pfarrkirche

Die Schutzheiligen der Luttacher Kirche sind der Hl. Sebastian und der Hl. Rochus. Die Pfarrkirche wurde 1445 erbaut und 1895 neugotisch eingerichtet. Die architektonisch anspruchsvolle Friedhofserweiterung von 2007 hat überregionale Anerkennung gefunden.

## Bildung
In Luttach gibt es eine Grundschule für die deutsche Sprachgruppe.

## Musikkapelle
Im Jahr 1959 wurde die Musikkapelle Luttach gegründet. Zunächst noch mit dem Ziel den Kirchenchor musikalisch zu unterstützen, entwickelte sich die Musikkapelle zu einem festen Bestandteil im Luttacher Kulturleben und hat neben den kirchlichen Ausrückungen jährlich eine Vielzahl von weltlichen Ausrückungen.
Die Musikkapelle Luttach zählt zur Zeit 61 aktive Mitglieder, davon 22 Musikantinnen und Marketenderinnen und 39 Musikanten mit Fähnrich.
Mit dem Projekt „KLANGSPUREN“ wurde 2019 mit Unterstützung des Tourismusverein Ahrntal, der Gemeinde Ahrntal und dem Bildungsausschuss Luttach in diversen Ensemble-Besetzungen in Bild- und Tonaufnahmen Musikstücke unterschiedlicher Genere aufgezeichnet und über Youtube veröffentlicht.

## Sonstiges
- Krippenmuseum „Maranatha“
- Luttach ist der Heimatort der Profitennisspielerin Karin Knapp.
- Der Roman Stille (englisch Cleaver) von Tim Parks spielt in Luttach.